# Charles Fernet
 (mars 2012).
Si vous disposez d'ouvrages ou d'articles de référence ou si vous connaissez des sites web de qualité traitant du thème abordé ici, merci de compléter l'article en donnant les références utiles à sa vérifiabilité et en les liant à la section « Notes et références ».
Pour les personnes ayant le même patronyme, voir Fernet.
Charles Alexis Fernet, est un médecin  et écrivain français, professeur à la Faculté de médecine de Paris, né le 8 février 1838 à Paris (12e arrondissement ancien), et mort le 18 avril 1919  dans cette même ville dans le 16e arrondissement. Il était le père du vice-amiral Jean Fernet (1881-1953) et de l'écrivain et pilote de chasse André Fernet (1886-1916).

## Biographie
Fils de Pierre François Florent Fernet et de Victoire Désirée Simonot. Son frère Jacques-Émile Fernet sera inspecteur général de l'instruction publique.
- 1860 - 1866 : interne des hôpitaux de Paris
- 1864 - Interne lauréat de la médaille d'or des internes
- 1866 - Médaille de bronze du ministère de l'agriculture, du commerce et des travaux publics pour des travaux publiés pour l'épidémie cholérique de 1865
- 1872 - Agrégé de la faculté de médecine de Paris
- 1872 - Médecin des hôpitaux de Paris
- 1879 - Médecin de l'École normale supérieure

## Publications
- Du Rhumatisme aigu et de ses diverses manifestations, 1865 sur Gallica
- De la Pneumonie aiguë et de la névrite du pneumo-gastrique, pathogénie de la pneumonie, 1876 lire en ligne sur Gallica
- De la Sciatique et de sa nature, 1878
- De la Digitale dans les maladies du cœur, 1882
- Notice sur la vie et les œuvres de Noël Gueneau de Mussy, médecin honoraire de l'Hôtel-Dieu, 1885
- Sur une épidémie de fièvre typhoïde qui a sévi à Pierrefonds en 1886, 1887
- Rapport général à M. le ministre de l'Intérieur sur les épidémies qui ont régné en France pendant l'année 1898 , 1900 sur Gallica
- Les Vertus hygiéniques, 1919 lire en ligne sur Gallica

## Distinctions
- Légion d'honneur[2]. Chevalier (N°30.809 décret du 12 juillet 1884).